# Naval Air Force Atlantic
Le commandement de la Naval Air Force Atlantic (alias COMNAVAIRLANT, AIRLANT et CNAL) est le commandement supérieur pour tous les moyens aéronautiques navales utilisés par la flotte de l'Atlantique sous le commandement de l'United States Fleet Forces Command. L'AIRLANT est responsable de la préparation matérielle, de l'administration, de la formation et de l'inspection des unités et escadrons sous leur commandement, et de fournir à la flotte des escadrons aériens et des porte-avions prêts sur le plan opérationnel. Le COMNAVAIRLANT a son siège social à l'activité de soutien naval, à Hampton Roads. Le personnel est composé d'environ 650 officiers, enrôlés, civils et sous-traitants.

## Historique
La Naval Air Force, US Atlantic Fleet a été créée le 1er janvier 1943 à la Base navale de Norfolk, en Virginie. Le commandement s'appelait initialement Air Force, Atlantic Fleet et a remplacé trois organisations plus anciennes: Commander Carriers, Atlantic Fleet ; Fleet Replacement Squadron de Flotte de l'Atlantique ; et Fleet Air Wings de l'Atlantique. La mission d'AIRLANT était de superviser la logistique, la maintenance et la formation des unités d'aviation de la côte est, et de diriger toutes les opérations atlantiques de la Seconde Guerre mondiale non affectées à des task forces spécifiques. La mission de combat consistait principalement à combattre les sous-marins allemands, qui faisaient des ravages sur le soutien maritime américain à l'effort de guerre en Europe. AIRLANT a également fortement contribué à la guerre du Pacifique en entraînant des unités de la flotte du Pacifique et en déployant des unités de la côte est dans le Pacifique. En 1944, l'AIRLANT a déployé 16 porte-avions, 20 Carrier Air Wings, 67 escadrons embarqués sur des porte-avions, 21 escadrons de patrouille et 18 unités d'aviation dans le Pacifique. Le 30 juillet 1957, le commandement ajouta "Naval" à son titre.
Un commandement subalterne important pendant une longue période a été le commandant de la flotte aérienne de Keflavik, à ce qui était la base aéronavale de Keflavik, en Islande. L'aviation navale a toujours joué un rôle important dans les opérations à Keflavik face à la marine soviétique. Le déploiement de détachements d'escadrons de patrouille, puis d'escadrons entiers, a commencé dès 1951, avec l'avion de patrouille maritime P-2 "Neptune" remplacé par le P-3 "Orion" au milieu des années 1960.
En 1955, la Barrier Force Atlantic avait été établie à Argentia, (Terre-Neuve-et-Labrador), effectuant des missions d'alerte précoce radar à l'aide du WV-2 (avion EC-121 "Warning Star" dans l'Atlantique Nord à partir de 1957. Le 1er janvier 1961, le commandant de la Barrier Force Atlantic quitte Argentia pour Keflavik.
En octobre 2001, le chef des opérations navales a changé le COMNAVAIRPAC (l'homologue de la côte ouest d'AIRLANT) en TYCOM pour toute l'aviation navale et a pris le titre supplémentaire de Commander, Naval Air Forces (en) (COMNAVAIRFOR).

## Unités subordonnées
La Naval Air Force, U.S. Atlantic Fleet est composé de plus de 40.000 hommes et femmes qui entretiennent et exploitent les porte-avions, les escadrons d'avions et les avions de la flotte de l'Atlantique. Il fournit des forces aériennes prêtes au combat aux commandants de flotte opérant dans le monde entier.

### Groupes aéronavals
Il y a six commandants de groupe aéronaval qui, bien qu'ils ne soient pas sous le contrôle opérationnel du COMNAVAIRLANT, travaillent en étroite collaboration avec l'état-major. Les commandants du CSG sont responsables sur le plan opérationnel du porte-avions, de l'escadre aérienne embarquée et des croiseurs qui composent le groupement tactique.
- Carrier Strike Group 2 (Groupement tactique George H. W. Bush)
- Carrier Strike Group 8 (Groupement tactique Dwight D. Eisenhower)
- Carrier Strike Group 3 (Groupement tactique Harry S. Truman)
- Carrier Strike Group 12 (Groupement tactique Theodore Roosevelt)

### Porte-avions
Dans la flotte de l'Atlantique, le COMNAVAIRLANT dispose de cinq porte-avions chargés de mener à bien la mission du COMLANTFLT et d'autres commandants. Un ou deux de ces porte-avions sont généralement déployés avec la Sixième flotte en mer Méditerranée ou avec la Cinquième flotte  dans le golfe Persique en soutien de l'United States Central Command. Lorsqu'ils ne sont pas déployés ou en cours de maintenance révision périodique ou de formation de recyclage, ces navires opèrent avec l'United States Fleet Forces Command Task Force 80 dans l'Atlantique Ouest ou la Quatriième flotte dans les Caraïbes.
- USS Dwight D. Eisenhower (CVN-69)
- USS George Washington (CVN-73)
- USS Harry S. Truman (CVN-75)
- USS George H. W. Bush (CVN-77)
- USS Gerald R. Ford (CVN-78)

### Escadres aériennes embarquées
Le commandant de l'escadre aérienne du porte-avions est responsable d'un certain nombre d'escadrons dont les missions comprennent l'attaque, la chasse, la patrouille, la reconnaissance, la guerre anti-sous-marine, la guerre électronique et le soutien logistique.
- Carrier Air Wing One
- Carrier Air Wing Three
- Carrier Air Wing Seven
- Carrier Air Wing Eight

### Escadrons aériens embarqués

#### Commander,Strike Fighter Wing AtlanticFleet (COMSTRKFIGHTWINGLANT)
- VFA-11 - Red Rippers
- VFA-31 - Tomcatters
- VFA-32 - Swordsmen
- VFA-34 - Blue Blasters
- VFA-37 - Bulls
- VFA-81 - Sunliners
- VFA-83 - Rampagers
- VFA-87 - Golden Warriors
- VFA-103 - Jolly Rogers
- VFA-105 - Gunslingers
- VFA-106 - Gladiators (FRS)
- VFA-131 - Wildcats
- VFA-143 - Pukin' Dogs
- VFA-211 - Fighting Checkmates
- VFA-213 - Black Lions
- Strike Fighter Weapons School, Atlantic (STRKFIGHTWPNSCOLANT)
- COMSTRKFITWINGLANT (Détachement du Naval Air Station Key West)
- COMSTRKFITWINGLANT (Détachement du Naval Air Station Oceana)

#### Commander, Helicopter Maritime Strike Wing, Atlantic Fleet (COMHSMWINGLANT)
- HSM-40 - Airwolves (FRS)
- HSM-46 - Grandmasters
- HSM-48 - Vipers
- HSM-60 - Jaguars (Réserve)
- HSM-70  - Spartans
- HSM-72 -  Proud Warriors
- HSM-74  - Swamp Foxes
- Helicopter Maritime Strike Weapons School, Atlantic (HELMARSTRIKEWEPSCOLANT)
- Naval Surface Rescue Swimmer School, NAS Jacksonville,
- Aircraft Carrier Tactical Support Center (CV-TSC), NAS Jacksonville,
- Aviation Support (Détachement de la Base navale de Mayport)

#### Commander, Helicopter Sea Combat Wing, Atlantic Fleet (COMHELSEACOMBATWINGLANT)
- HM-12 - Sea Dragons (FRS)
- HM-14 - Vanguard
- HM-15 - Blackhawks
- HSC-2 - Fleet Angels (FRS)
- HSC-5 - Nightdippers
- HSC-7 - Dusty Dogs
- HSC-9 - Tridents
- HSC-11 - Dragonslayers
- HSC-22 - Sea Knights (Expéditionnaire)
- HSC-26 - Chargers (Expéditionnaire)
- HSC-28 - Dragon Whales
- Helicopter Sea Combat Weapons School, Atlantic (HSCWSL) [2]

#### Commander, Patrol and Reconnaissance Group (COMPATRECONGRU)
- VP-30 - Pro's Nest (FRS)
- Maritime Patrol and Reconnaissance Weapons School (MPRWS)
- PATRECONFORLANT (Détachement de la Naval Air Station Jacksonville)
- Commander, Patrol and Reconnaissance Wing 11
  - COMPATRECONWING ELEVEN (Détachement AIMD)
  - VP-5 - Mad Foxes
  - VP-8 - Tigers
  - VP-10 - Red Lancers
  - VP-16 - War Eagles
  - VP-26 - Tridents
  - VP-45 - Pelicans
  - VP-62 - Broadarrows (USNR)
  - VUP-19, NAS Jacksonville
- Tactical Support Center (Base navale de Rota)
- Tactical Support Center (Base aérienne de Sigonella)